# Marokkos håndboldlandshold (damer)
Marokkos håndboldlandshold er det marrokanske landshold i håndbold for kvinder som også deltager i internationale håndboldkonkurrencer.
Holdet deltog under Afrikamesterskabet 2012 i Marokko, hvor de kom på en 10.-plads.

## Resultater

### Afrikamesterskabet
- 2002: 9.-plads
- 2012: 10.-plads